# Magyar Nemzet (napilap, 1899–1913)
A Magyar Nemzet egy 1899. október 1-jén indult liberális politikai napilap volt, amely a Nemzet és a Magyar Újság című lapok egyesülése nyomán indult. Főszerkesztője Jókai Mór, majd Beksics Gusztáv, felelős szerkesztői Adorján Sándor, Szomory Emil, majd Landor Tivadar voltak. Jókai halála után, 1906 és 1910 között Ugron Gábor irányításával mint „független lapot” adták ki. A lap 1913. július 27-én szűnt meg, előfizetőinek a Budapesti Napló járt ezután.